# Перес де Самбрана, Луиса
Луиса Перес де Самбрана (исп. Luisa Pérez de Zambrana), в девичестве Луиса Перес-и-Монтес де Ока (Luisa Pérez y Montes de Oca; 25 августа 1837, Эль-Кобре — 25 марта 1922, Гавана) — кубинская писательница, поэтесса и переводчица. Считайся одной из величайших поэтесс Кубы и ключевых представительниц латиноамериканского романтизма. Её младшая сестра Хулия Перес Монтес де Ока также стала известной поэтессой. 

## Биография
Луиса Перес-и-Монтес де Ока родилась на ферме неподалеку от Эль-Кобре на Куба в 1837 году. Рано лишившись отца, родом с Канарских островов, она вместе с семьей перебралась в город Сантьяго, где стала известна как поэтесса. 
Своё первое литературное произведение она сочинила в возрасте 14 лет. В молодости она много писала и в 1856 году опубликовала сборник стихов. Первое собрание стихов девушки, записанных в её блокноте, получило известность и в других частях острова; так о ней узнал и её будущий супруг, выдающийся литерататуровед из Гаваны Рамон Самбрана. 
Луиса и Рамон поженились в 1858 году, у них родилось пятеро детей, но через восемь лет брака она овдовела. Луиса пережила также свою сестру и всех своих детей. Это имело последствия как для её душевного состояния, так и для творчества. Поскольку её жизнь была отмечена постоянным присутствием смерти, её работы были полны меланхолии, чувствительности, страсти и нежности, с религиозными размышлениями и философским осмыслением смерти.
Незадолго до смерти Луисы вышло новое издание её поэзии с предисловием Энрике Хосе Вароны. Помимо стихов, она также написала «Анжелику и Эстреллу» и другие романы, а также переводила произведения с французского и итальянского языков.